# Michael Emerson
Michael Emerson (Cedar Rapids, 7 de setembro de 1954), é um ator estadunidense, mais conhecido por seu personagem Harold Finch em Person of Interest e por sua participação em Lost no papel de Benjamin Linus.

## Filmografia
| Nome Original       | Brasil                                           | Ano       |
| ------------------- | ------------------------------------------------ | --------- |
| Playing by Heart    | Corações Apaixonados                             | 1998      |
| The Impostors       | Os Impostores                                    | 1998      |
| Unfaithful          | Infidelidade                                     | 2002      |
| The Laramie Project | A História de Matthew Shepard: O Projeto Laramie | 2002      |
| Saw                 | Jogos Mortais                                    | 2004      |
| Straigh-Jacket      | Straigh-Jacket                                   | 2004      |
| Lost                | Lost                                             | 2005-2010 |
| Person of Interest  | Person of Interest                               | 2011-2016 |
| Arrow               | Arqueiro                                         | 2017-2018 |
| Evil                | Evil                                             | 2019-2024 |
| Fallout             | Fallout                                          | 2024      |